# فرانك فيتزسيمونز
فرانك فيتزسيمونز (بالإنجليزية: Frank Fitzsimmons)‏ هو نقابي أمريكي، ولد في 7 أغسطس 1908 في جانيت في الولايات المتحدة، وتوفي في 6 مايو 1981 في سان دييغو في الولايات المتحدة بسبب سرطان الرئة.